# Badaogou
Badaogou är en köping i Kina. Den ligger i provinsen Jilin, i den nordöstra delen av landet, omkring 310 kilometer sydost om provinshuvudstaden Changchun. Antalet invånare är 8 101. Befolkningen består av 3 922 kvinnor och 4 179 män. Barn under 15 år utgör 12,0 %, vuxna 15-64 år 76 %, och äldre över 65 år 10,0 %.
Runt Badaogou är det ganska glesbefolkat, med 29 invånare per kvadratkilometer. Närmaste större samhälle är Liudaogou, 11,6 km nordväst om Badaogou. I omgivningarna runt Badaogou växer i huvudsak blandskog.
Genomsnittlig årsnederbörd är 1 086 millimeter. Den regnigaste månaden är juli, med i genomsnitt 347 mm nederbörd, och den torraste är januari, med 13 mm nederbörd.